# Rudolf Schindler
Rudolf Schindler (14. dubna 1874 Brno – 9. srpna 1934 Karlovy Vary) byl český sportovní funkcionář a průkopník těžké atletiky v českých zemích a v Československu.

## Sportovní začátky
Sportu se věnoval od roku 1894 a jako většina jeho sportovních vrstevníků byl i on sportovcem všestranným, hlavně se věnoval cyklistice, lehké a později také těžké atletice. Roku 1899 se stal členem AC Sparta Praha, byl spolupracovníkem Václava Rudla a jeho bratří. Po řadu let byl místopředsedou klubu, později též jeho zástupcem v České atletické amatérské unii. Roku 1905 byl zvolen čestným kapitánem klubu za úspěšnou a záslužnou činnost. V následujícím roce byl zvolen předsedou Č.A.A.U., jímž zůstal i v létech 1907 a 1908. Řádná valná hromada Č.A.A.U mu 12. října 1908 udělila s ohledem na tuto záslužnou činnost čestné členství.

## Aktivity v Československu
Od této doby se věnoval výhradně těžké atletice. Připravil nový těžkoatletický svaz, který vznikl v roce 1910 pod názvem Ústřední svaz těžké atletiky. Arch. Schindler byl zvolen jeho prvním předsedou a zůstal jím až do převratu roku 1918. Kromě toho byl 1910 a 1911 předsedou K.A.Žižka v Praze. Po převratu došlo k fúzi obou v podstatě znepřátelených těžkoatletických svazů, totiž Č.S.A. a Ú.S.T.A. a na jeho popud vznikl roku 1920 nový celostátní svaz, nazvaný Československý svaz těžké atletiky. Byl rovněž zvolen jeho prvním předsedou a roku 1923 pak čestným předsedou, jímž zůstal až do svého skonu. Vedle toho byl čestným členem Severočeské župy a celé řady těžkoatletických klubů.

## Aktivity na mezinárodním poli těžké atletiky
Rudolf Schindler byl rovněž dobrým reprezentantem československé těžké atletiky v zahraničí. Zvláště v Rakousku a Německu měl mezi starší sportovní generací četné přátelé. Rakouský, francouzský, maďarský, švédský a německý svaz mu věnovaly svá vyznamenání.
Dvanáct let (1914–1926) zasedal jako místopředseda v Českém a později v Československém olympijském výboru, kde velmi platně působil v oboru těžké atletiky. V roce 1912 byl vůdcem české výpravy na OH ve Stockholmu a položil tam základy mezinárodní zápasnické federace.
Arch. Rudolf Schindler dokázal uhájit samostatnou účast pro české sportovce i po letních olympijských hrách v roce 1912 (Stockholm), přestože zástupci Rakouského svazu těžké atletiky vyvíjeli tlak k zařazení českých atletů do výpravy rakouské. Roku 1913 byl svolán první kongres mezinárodní federace do Berlína, jehož se jako předseda ÚSTA zúčastnil a docílil definitivního přijetí samostatné české atletiky, když prosadil zásadu sdružování národních svazů.

## Poslední rozloučení
Dne 14. října 1934 uspořádal Český svaz těžké atletiky na počest zesnulého panychidu, na níž předseda Československého olympijského výboru prof. Dr. J. Gruss učinil projev, v němž znovu zhodnotil dílo i osobní vlastnosti arch. Rudolfa Schindlera.